# Michele Cavarretta
Michele Cavarretta (Erice, 13 settembre 1973) è un arbitro di calcio italiano, ex fischietto della C.A.N. di serie A e B.

## Biografia
Di professione assicuratore, nel 1994, dopo aver vinto un titolo regionale giovanile di Ginnastica artistica, inizia la carriera arbitrale nella sezione AIA di Trapani. Passa tra i professionisti nel 2003-2004 presso la C.A.N. C esordendo in Serie C1 nella gara Rimini - Torres, e dopo quattro stagioni viene promosso nella massima categoria arbitrale.
Nella stagione 2007-2008 infatti passa alla C.A.N. A-B per decisione dell'allora designatore Pierluigi Collina.
Da allora arbitra 35 gare in serie B, una in Coppa Italia e 13 presenze come quarto uomo in A.
Esordisce in Serie A il 31 maggio 2009 in Palermo-Sampdoria, e al termine di quella stagione sportiva viene dismesso dai ruoli arbitrali per normale avvicendamento.
Come dirigente arbitrale, dal 2009 al 2010 è vicecommissario alla C.A.I. e dal luglio 2009 Vice Presidente e designatore della Commissione Arbitri CAN D.
Nel frattempo, diviene assessore alla provincia di Trapani con delega ai Grandi eventi sportivi e Culturali,. Nel 2012 è eletto consigliere comunale di Trapani nel FLI , e dal 2016 al 2017 è assessore comunale.
L'11 luglio 2015 viene ufficializzata la sua nomina a presidente del Comitato Regionale Arbitri (C.R.A.) Sicilia.
Nel 2019 subentra quale consigliere comunale a Erice in una lista civica di centrosinistra.
Il 14 febbraio 2021 è candidato come componente del comitato nazionale dell'AIA con il presidente uscente Marcello Nicchi, il quale, riceverà 125 voti a fronte dei 193 del suo avversario Alfredo Trentalange.